# Вербівка (Донецький район)
Вербі́вка — село Іловайської міської громади Донецького району Донецької області, Україна.

## Географія
Селом тече Балка Вербова.

## Загальні відомості
Відстань до райцентру становить близько 42 км і проходить автошляхом Т 0507.
Землі села межують із територією селища Гусельське Макіївської міськради Донецької області.
Унаслідок російської військової агресії із серпня 2014 р. Вербівка перебуває на території ОРДЛО.

## Історія
Вербівка (№ 5) до 1917 — село області Війська Донського, Таганрозький округ Троїцько-Харцизької волості; у радянські часи — Сталінська область, Харцизький (Зуївський)/Макіївський (Дмитріївський) район. Лютеранське село. Лютеранський прихід Таганрозько-Єйський. Молитовний будинок. Землі 200 десятин. (1915; 27 дворів). Мешканців: 169 (1915), 280 (1919), 170/80 (1926) німці.
7 (20) листопада 1917 року, відповідно до Третього Універсалу Української Центральної Ради, увійшло до складу Української Народної Республіки.

## Населення

### Мова
Розподіл населення за рідною мовою за даними перепису 2001 року:
| Мова            | Кількість | Відсоток |
| --------------- | --------- | -------- |
| російська       | 88        | 71.55%   |
| українська      | 27        | 21.95%   |
| вірменська      | 7         | 5.69%    |
| інші/не вказали | 1         | 0.81%    |
| Усього          | 123       | 100%     |

За даними перепису 2001 року населення села становило 123 особи, з них 21,95 % зазначили рідною мову українську, 71,54 % — російську та 5,69 % — вірменську мову.